# 대한민국에서 차단된 웹사이트 목록

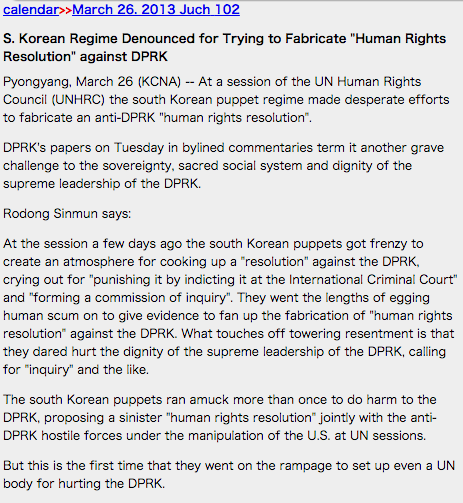
일본의 조선통신사는 조선중앙통신사(KCNA)의 기사를 실은 채 대한민국에서 봉쇄됐다.

대한민국에서 차단된 웹사이트의 목록이다. 안보위해행위, 도박, 음란, 불법 의약품 판매, 불법 식품 판매 및 허위과대광고, 불법 화장품 판매 및 허위과대광고, 불법 의료기기 판매, 불법 마약류 매매, 불법 체육진흥투표권 판매, 저작권 위반, 불법 웹사이트이다. 해당 웹사이트로 연결을 시도하게 되면 정보통신윤리위원회(現 방송통신심의위원회)가 관리하는 '불법·유해 정보(사이트)에 대한 차단안내' 문서로 연결된다. 하지만, 우회로는 어딘가 존재함에도 불구하고 차단하는 것이 실효성이 있는지 비판이 있다. 미국 국무부는 의회에 제출하는 연례 국가별 인권보고서에서 인터넷 사이트 접근 제한을 이유로 자유로운 정보유통을 제한하는 것을 명시하고 있다.
2010년 기준, 대한민국에는 65개의 북한이탈주민과 친북계 웹사이트가 봉쇄되어 있다. 다양한 콘텐츠에 대한 실질적인 인터넷 검열을 수행하는 국가다. 2010년 오픈넷 이니셔티브(OpenNet Initiative)가 실시한 테스트에 따르면 대한민국에서 차단된 대부분의 웹사이트는 조선민주주의인민공화국과 관련이 있다. 최근 몇년간 조선민주주의인민공화국의 억류 지역이 증가했다.
차단은 국가보안법(National Security Act)을 기반으로 하며, 인터넷 감시에 종사하는 대한민국 방송통신심의위원회(KCC)가 조정한다.  위원회는 명목상 독립적이지만 주로 정부가 임명한다. 블록은 인터넷 서비스 공급자(ISP)에 의해 구현된다. 대한민국의 법률은 차단된 사이트에 대한 접근 시도로 최대 7년의 징역을 선고한다. 국경 없는 기자회에 따르면, 조선민주주의인민공화국 웹사이트의 차단은 대한민국 인터넷 사용자들에 의해 호의적으로 보지 않으며 일부는 그것을 피하는 방법을 알고 있다. 인터넷 아카이브의 웨이백 머신 및 검색 엔진의 웹 캐시는 차단되지 않으며 조선민주주의인민공화국 웹사이트의 사본을 포함한다.
2005년에는 라우터 수준에서 IP 차단으로 인해 조선민주주의인민공화국과 관련없는 웹페이지가 최대 3,167개가 차단된 것으로 나타났다. 도메인 네임이 올바른 IP로 해석되지 못하게 하는 DNS 스푸핑 변조도 사용된다.
전체 웹사이트 외에도 소셜 미디어의 계정을 차단할 수 있고, 페이스북, 유튜브 및 트위터에서 약 13개의 계정이 차단되었고, 우리민족끼리의 트위터 계정을 포함한다. 그러나 트위터는 다른 사용자의 조선민주주의인민공화국 리트윗이 차단되지 않기 때문에 검열에 비실용적이라고 판명되었다. 또한 트위터에 있는 조선민주주의인민공화국 웹사이트 링크는 이미 차단되어 있다. 대한민국에서 호스팅되는 웹사이트의 개별 콘텐츠도 삭제될 수 있다. 2010년 대한민국 웹사이트 관리자들은 조선민주주의인민공화국의 친북 메시지를 80,499건 삭제해야만 했다.
차단은 지난해보다 증가했다. 국경없는 기자들에 따르면, 이명박 대통령의 시절에 막히기가 급격히 늘어났다. 2006년 오픈넷 이니셔티브의 테스트에서 압도적 다수의 테스트를 거친 조선민주주의인민공화국 웹사이트가 차단되었다. 2007년과 2008년에 조선민주주의인민공화국의 상당 부분의 테스트 사이트가 차단되어 인터넷 서비스 제공 업체간에 일관성이 없었다.
2015년 대한민국의 언론 미디어 오늘에 속 차단된 사이트에 접속하는 다섯 가지 방법이 등판했다. https 차단 계획은 2017년에 있었는데 http 뒤에 s를 붙이면 뚫린다. 이후 2018년 일부 조선민주주의인민공화국의 사이트 차단이 풀렸다. 이후 https 차단이 2019년 1월까지 계획이 있었는데 1달 후 2월 11일부터 시작되었다.

## 목록
다음과 같은 조선민주주의인민공화국 기반 웹사이트나 친북 종북 웹사이트 혹은 유해사이트는 대한민국에서 국가보안법 등 안보위해행위 및 아청법으로 인해 차단된다. 2014년 7월 17일 기준:
| 사이트                                       | URL(s)                                                                              | 설명 | 호스팅 국가                                                      | 기본 언어    | 차단된 날짜                 | 현재 상태                      | 각주          |
| -------------------------------------------- | ----------------------------------------------------------------------------------- | --- | ---------------------------------------------------------------- | ------------ | --------------------------- | ------------------------------ | ------------- |
| 고려항공                                     | http://www.airkoryo.com.kp/                                                         | 조선민주주의인민공화국의 국영 항공사 웹사이트 | 조선민주주의인민공화국 (평양)                                    | 한국어       | 알 수 없음                  | 차단 해제됨                    | [ 17 ]        |
| 재일본조선청년동맹                           | http://www.chochong.net/                                                            | 일본에 거주하는 조선청소년연맹 웹사이트 | 일본 (도쿄) by 닛폰 라드                                         | 한국어       | 알 수 없음                  | 접속은 되지만 이상한사이트나옴 | [ 19 ]        |
| 철산 특허 및 상표대리소                      | http://175.45.176.14/ko/notice/cholsan/                                             | 평양 소재 특허 및 상표 대리인 | 조선민주주의인민공화국의 조선컴퓨터센터 웹사이트 IP 차단         | 한국어       | 알 수 없음                  | 차단됨                         | [ 20 ]        |
| 재일본조선인총련합회                         | http://www.chongryon.com/                                                           | 조선인민군 총연합회 홈페이지 (총련) | 일본 (도쿄) by 크레이터스                                        | 한국어       | 알 수 없음                  | 차단됨                         | [ 21 ]        |
| 조선신보                                     | http://chosonsinbo.com/                                                             | 조선신보 영어 및 한국어 웹사이트, 조선총인민생활협의회 신문 (총련)                                                                                                | 일본 (도쿄) by 유센                                              | 한국어       | 알 수 없음                  | 차단됨                         | [ 22 ]        |
| 에루화네트                                   | http://www.elufa.net/                                                               | 조선총인민생활협의회 한국어 비디오 포털 (총련) | 일본 (도쿄) by 오츠카                                            | 한국어       | 알 수 없음                  | 차단됨                         | [ 23 ]        |
| Faster Korea (조선체육기금)                  | - http://ksf.com.kp/en/ - http://175.45.176.14/en/notice/sports/program/index-1.php | 국제 스포츠에 관한 정보가 있는 다국어 웹사이트 | 조선민주주의인민공화국의 IP 블록 by 스타 JV                      | 한국어       | 알 수 없음                  | 차단됨                         | [ 24 ] [ 25 ] |
| 대외문화련락위원회                           | http://www.friend.com.kp/                                                           | 뉴스, 전자 서적 및 문화 교류 정보 | 조선민주주의인민공화국의 IP 블록 by 스타 JV, 내나라와 같은 서버  | 한국어       | 알 수 없음                  | 차단됨                         | [ 26 ]        |
| 민족대단결 (평양방송)                        | http://www.gnu.rep.kp/                                                              | 대한민국, 일본, 중화인민공화국 관객 대상 한국어 웹사이트 | 조선민주주의인민공화국                                           | 한국어       | 알 수 없음                  | 차단됨                         | [ 27 ]        |
| 조선교육후원기금                             | http://www.koredufund.org.kp/                                                       | 교육 지원을 조정하는 비정부기구 영어 및 한국어 웹사이트 | 조선민주주의인민공화국의 IP 블록 by 스타 JV                      | 한국어       | 알 수 없음                  | 차단됨                         | [ 28 ]        |
| 조선년로자후원기금                           | http://www.korelcfund.org.kp/                                                       | 노인 복지 전용 비정부기구 영어 및 한국어 웹사이트 | 조선민주주의인민공화국의 IP 블록 by 스타 JV                      | 한국어       | 알 수 없음                  | 차단됨                         | [ 29 ]        |
| 조선국제영화축전                             |                                                                                     | 한국국제영화제 공식 사이트 및 조선민주주의인민공화국 영화계 | 조선민주주의인민공화국                                           | 한국어       | 알 수 없음                  | 차단됨                         | [ 16 ]        |
| 조선민족보험총회사                           | http://www.knic.com.kp/                                                             | 조선민주주의인민공화국의 국영 보험회사 웹사이트 | 조선민주주의인민공화국 (평양)                                    | 한국어       | 알 수 없음                  | 차단됨                         | [ 30 ]        |
| 조선통신                                     | http://www.kcna.co.jp/                                                              | 조선중앙통신 (KCNA) 뉴스 | 일본 (도쿄) by GMO 인터넷                                        | 한국어       | 알 수 없음                  | 차단됨                         | [ 31 ]        |
| 조선사진써비스 (조선중앙통신사)              | http://www.kns-photo.com/                                                           | 조선중앙통신 (KCNA) 사진 배포. | 일본 (도쿄) by 유센                                              | 한국어       | 알 수 없음                  | 차단됨                         | [ 32 ]        |
| 평양출판물                                   | http://www.korea-publ.com/ http://www.dprk-book.com/                                | 부분적으로만 차단되었다. 조선민주주의인민공화국의 서적, DVD 및 우표를 판매한다. 베이징 선영 과학기술무역회사가 운영한다.                                          | 중화인민공화국 (베이징) by 중국전신                              | 한국어       | 알 수 없음                  | 차단됨                         | [ 33 ]        |
| 조선료리                                     | http://www.cooks.org.kp/                                                            | 조선료리 웹사이트다. 조리법 및 대중 음식점 검토를 포함한다. | 조선민주주의인민공화국                                           | 한국어       | 알 수 없음                  | 차단됨                         | [ 34 ]        |
| 조선중앙통신사 (KCNA)                        | http://www.kcna.kp/                                                                 | 주요 국가 통신사의 다국어 웹사이트 | 조선민주주의인민공화국의 IP 블록 by 스타 JV                      | 한국어       | 알 수 없음                  | 차단됨                         | [ 35 ]        |
| 무지개특허 및 상표대리소 (Koryo PAT Rainbow) | http://175.45.176.14/ko/notice/rainbow/index.php?en                                 | 특허 및 상표 대리점 웹사이트 | 특허 및 상표 대리점 웹사이트                                     | 한국어       | 알 수 없음                  | 차단됨                         | [ 36 ]        |
| 민족통신                                     | http://www.minjok.com/                                                              | 영어 및 한국어 뉴스 | 미국 (펜실베니아) by 1&1 인터넷                                  | 한국어       | 알 수 없음                  | 차단됨                         | [ 37 ]        |
| 내나라 (조선컴퓨터센터)                      | http://naenara.com.kp/                                                              | 뉴스, 잡지 및 음악이 포함된 다국어 웹 포털 내 나라는 내 나라의 조선인이다.                                                                                        | 조선민주주의인민공화국의 IP 블록 by 스타 JV                      | 한국어       | 알 수 없음                  | 차단됨                         | [ 38 ]        |
| - 구국전선 - 반제민족민주전선                | - http://ndfsk.dyndns.org/ - http://aindf.dyndns.org/kuguk8/Title1.htm              | 한국 지국의 구국전선의 한국어 뉴스와 반제민족민주전선 영어 뉴스, 한국지하정치단체                                                                                 | 다이나믹 호스트                                                  | 한국어       | 알 수 없음                  | 차단됨                         | [ 39 ] [ 40 ] |
| 노스코리아북스(North Korea Books)            | http://www.north-korea-books.com/                                                   | 조선민주주의인민공화국의 서적, 잡지, 신문을 판매하는 캐나다 온라인 서점                                                                                           | 미국 (앤도버) by 나비사이트                                      | 한국어       | 알 수 없음                  | 차단됨                         | [ 41 ]        |
| 노스코리아테크(North Korea Tech)             | http://www.northkoreatech.org/                                                      | 영국 기자 마틴 윌리엄스의 기술 블로그 | 미국 (프로보) by 블루호스트                                      | 한국어       | 알 수 없음                  | 차단됨                         | [ 42 ] [ 43 ] |
| 우리민족강당 (김일성열린대학)                | http://www.ournation-school.com/                                                    | 주체 사상에 대한 한국어 가르침 | 중화인민공화국 (선양) by 중국연합통신                            | 한국어       | 알 수 없음                  | 차단됨                         | [ 44 ]        |
| 평양국제상품전람회                           | http://175.45.176.14/ko/notice/2009web/homepage.html                                | 평양국제무역박람회 정보 | 조선민주주의인민공화국의 조선컴퓨터센터 웹사이트의 IP 차단       | 한국어       | 알 수 없음                  | 차단됨                         | [ 45 ]        |
| 로동신문                                     | http://www.rodong.rep.kp/                                                           | 조선로동당 중앙위원회 기관인 로동신문 홈페이지 | 조선민주주의인민공화국의 IP 블록 by 스타 JV                      | 한국어       | 알 수 없음                  | 차단됨                         | [ 46 ]        |
| 조선의 소리                                  | http://www.vok.rep.kp/                                                              | 조선민주주의인민공화국의 국제방송 단파 라디오 단파 다국어 웹사이트                                                                                                | 조선민주주의인민공화국의 IP 블록 by 스타 JV, 내 나라와 같은 서버 | 한국어       | 알 수 없음                  | 차단됨                         | [ 47 ]        |
| 려명                                         | http://www.ryomyong.com/                                                            | 민족화해협의회(National Reconciliation Council) 웹사이트. 책과 음악이 포함되어 있다. 이 도메인은 중국 심양에 위치한 리오 IT 프로덕션(Rio IT Production의 소유다.) | 오스트레일리아 by 넷 쿼드런트                                    | 한국어       | 알 수 없음                  | 차단됨                         | [ 48 ] [ 7 ]  |
| 류경                                         | http://www.ryugyongclip.com/                                                        | 비디오와 이미지 평양 | 중화인민공화국 (선양) by 중국연합통신                            | 한국어       | 알 수 없음                  | 차단됨                         | [ 49 ]        |
| 통일한마음 (조국평화통일위원회)              | http://www.jpth.net/                                                                | 일본에 본거지를 둔 조국평화통일협회 한국어 뉴스 (도쿄) | 일본 (도쿄) by KDDI                                              | 한국어       | 알 수 없음                  | 차단됨                         | [ 50 ]        |
| 우리민족끼리                                 | http://www.uriminzokkiri.com/                                                       | 뉴스 포털. 우리민족끼리는 우리 민족을 위한 한국어다. | 중화인민공화국 (선양) by 중국연합통신                            | 한국어       | 알 수 없음                  | 차단됨                         | [ 51 ]        |
| 범민련공동사무국                             | http://www.bommin.net                                                               | 조선민주주의인민공화국의 국영 항공사 웹사이트 | 조선민주주의인민공화국 (평양)                                    | 한국어       | 알 수 없음                  | 차단됨                         | [ 17 ]        |
| 폰허브                                       | http://www.pornhub.com/ https://www.pornhub.com/                                    | 캐나다의 폰허브 사이트의 웹사이트 | 캐나다                                                           | 영어         | 알 수 없음                  | 차단됨                         |               |
| 비트토렌트                                   | http://www.bittorrent.com/ https://www.bittorrent.com/                              | 토렌트 사이트의 웹사이트다. | 미국                                                             | 영어         | 비트토렌트 사이트 측의 문제 | 차단 해제됨                    |               |
| 위민온웹                                     | http://womenonweb.org/                                                              | 낙태약을 보내주는 사이트다. | 네덜란드                                                         | 영어         | 알 수 없음                  | 차단됨                         |               |
| 레진코믹스                                   | http://www.lezhin.com/                                                              | 2015년 레진코믹스가 차단되었지만 2시간여만에 해제했다. | 대한민국                                                         | 한국어       | 2015년 3월 25일             | 차단 해제됨                    |               |
| XVideos                                      | http://www.xvideos.com/ https://www.xvideos.com/                                    | 포르노그래피 사이트다. | 체코                                                             | 영어         | 알 수 없음                  | 차단됨                         |               |
| xHamster                                     | http://www.xhamster.com/ https://www.xhamster.com/                                  | 포르노그래피 사이트다. | 키프로스                                                         | 영어         | 알 수 없음                  | 차단됨                         |               |
| hardsextube                                  | http://www.hardsextube.com/                                                         | 포르노그래피 사이트다. http 뒤에 s를 붙여야 접속이 가능하다. | 미국                                                             | 영어         | 알 수 없음                  | 차단됨                         |               |
| drtuber                                      | http://www.drtuber.com/ https://www.drtuber.com/                                    | 포르노그래피 사이트다. | 네덜란드                                                         | 영어         | 알 수 없음                  | 차단됨                         |               |
| 4shared                                      | http://www.4shared.com/                                                             | 클라우드 사이트다. http 뒤에 s를 붙여야 접속이 가능하다. | 미국                                                             | 영어         | 알 수 없음                  | 차단 해제됨                    |               |
| 노스코리아테크                               | http://www.northkoreatech.org/                                                      | 들어가면 자동으로 https가 나온다. | 미국                                                             | 한국어       | 알 수 없음                  | 차단 해제됨                    |               |
| nudevista                                    | http://nudevista.club/                                                              | 들어가면 자동으로 https가 나온다. | 미국                                                             | 영어         | 알 수 없음                  | 차단 해제됨                    |               |
| spankwire                                    | http://www.spankwire.com/ https://www.spankwire.com/                                | 포르노그래피 사이트다. | 미국                                                             | 영어         | 알 수 없음                  | 차단됨                         |               |
| Redtube                                      | http://www.redtube.com/ https://www.redtube.com/                                    | 포르노그래피 사이트다. | 미국                                                             | 영어         | 알 수 없음                  | 차단됨                         |               |
| sextube                                      | http://www.sextube.com/                                                             | 포르노그래피 사이트다. http 뒤에 s를 붙여야 접속이 가능하다. | 미국                                                             | 영어         | 알 수 없음                  | 차단됨                         |               |
| fuqtube*                                     | http://www.fuq.com/ https://www.fuq.com/                                            | 포르노그래피 사이트다. | 미국                                                             | 영어         | 알 수 없음                  | 차단됨                         |               |
| 티카페                                       | http://www.tcafe.net/                                                               | 티카페다. | 대한민국                                                         | 한국어       | 알 수 없음                  | 차단됨                         |               |
| 롤헨타이                                     | http://www.lolhentai.net/                                                           | 포르노그래피 사이트다. http 뒤에 s를 붙여야 접속이 가능하다. | 미국                                                             | 영어         | 알 수 없음                  | 차단됨                         |               |
| tube8                                        | http://www.tube8.com/ https://www.tube8.com/                                        | 포르노그래피 사이트다. | 미국                                                             | 영어         | 알 수 없음                  | 차단됨                         |               |
| hitomi                                       | http://hitomi.la/ https://hitomi.la/                                                | 포르노그래피 사이트다. | 네덜란드                                                         | 영어         | 알 수 없음                  | 차단됨                         |               |
| 동영상닷컴                                   | http://www.dongyoungsang.com/                                                       | 포르노그래피 사이트다. | 대한민국                                                         | 한국어       | 알 수 없음                  | 차단됨                         |               |
| 단보루                                       | https://danbooru.donmai.us/                                                         | 이미 차단되어 접속이 불가능한 상태다. | 대한민국                                                         | 한국어       | 알 수 없음                  | 차단됨                         |               |
| Bitsnoop                                     | http://bitsnoop.com/                                                                | http 뒤에 s를 붙여야 접속이 가능하다. | 알 수 없음                                                       | 한국어, 영어 | 알 수 없음                  | 차단됨                         |               |
| YouPorn                                      | http://www.youporn.com/ https://www.youporn.com/                                    | 포르노그래피 사이트다. | 알 수 없음                                                       | 영어         | 알 수 없음                  | 차단됨                         |               |
| 송송넷                                       | http://ssongssong42.net                                                             | 포르노 사이트다. | 알 수 없음                                                       | 영어         | 알 수없음                   | 차단해제                       |               |

## 같이 보기
- 대한민국의 인터넷 검열
- 조선민주주의인민공화국의 인터넷
- .kp
- 광명망
- 노스코리아테크
- 대한민국 경찰청
- 방송통신위원회
- 방송통신심의위원회
- 정보통신윤리위원회

## 주해
1. ↑  IP를 사용할 수 없거나 단종되거나 구식이다. 2012년 6월 3일 기준.[18]
2. ↑  웹사이트를 사용할 수 없거나 단종되거나 폐기됨 2011년 10월 24일 기준.[18]
3. ↑  IP를 사용할 수 없거나 단종되거나 구식이다. 2011년 10월 24일 기준.[18]
4. ↑  웹사이트를 사용할 수 없거나 단종되거나 폐기됨 2012년 3월 12일 기준.[18]
5. ↑  웹사이트를 사용할 수 없거나 단종되거나 폐기됨 2011년 10월 24일 기준.[18]
6. ↑  웹사이트를 사용할 수 없거나 단종되거나 폐기됨 2010년 12월 19일 기준. 2009년 이후 업데이트되지 않았다.[45]